# Ушаковка (Луганская область)
Ушаковка (укр. Ушаківка) — село в Лутугинском районе Луганской области Украины. Под контролем самопровозглашённой Луганской Народной Республики. Входит в Иллирийский сельский совет.

## География
Село расположено на реке Ольховой. Соседние населённые пункты: село Азаровка на юге; сёла Елизаветовка, Малая Юрьевка (выше по течению Ольховой) на юго-западе, Малая Мартыновка, Иллирия, Великая Мартыновка (выше по течению Ольховой) на западе; посёлки Шимшиновка на северо-западе, Комсомолец на северо-востоке, село Захидное (Лутугинского района), посёлки Новопавловка, Ясное, Врубовский, Успенка (ниже по течению Ольховой) на востоке; посёлки Мирное на юго-востоке, Азаровка на юге.

## Население
Население по переписи 2001 года составляло 220 человек.

## Общие сведения
Почтовый индекс — 92018. Телефонный код — 6436. Занимает площадь 0,177 км².

## Местный совет
92018, Луганская обл., Лутугинский р-н, с. Иллирия, ул. Советская, д. 15